# Итьяй-эль-Баруд
Итьяй-эль-Баруд (араб. إيتاي البارود‎) — город на севере Египта, расположенный на территории мухафазы Бухейра.

## Географическое положение
Город находится на востоке мухафазы, в западной части дельты Нила, на берегу канала Эль-Башнавит, на расстоянии приблизительно 21 километра к юго-востоку от Даманхура, административного центра провинции. Абсолютная высота — 9 метров над уровнем моря.

## Демография
По данным переписи 2006 года численность населения Итьяй-эль-Баруда составляла 40 744 человека.
Динамика численности населения города по годам:
| 1996   | 2006   |
| ------ | ------ |
| 35 491 | 40 744 |

## Транспорт
Ближайший крупный гражданский аэропорт — Международный аэропорт Александрии.